# Jorge Andrés Cancimance López
Jorge Andrés Cancimance López  (Valle del Guamuez, Putumayo, Colombia, 16 de octubre de 1986) es un líder social, defensor de derechos humanos, trabajador social y político colombiano, exdiputado y representante a la cámara por el departamento de Putumayo desde el año 2022.

## Biografía
En el 2008 se graduó en Trabajo social en la Universidad Nacional de Colombia. Dos años después hizo una maestría en Ciencias Políticas de la Facultad Latinoamericana de Ciencias Sociales. En el año 2014 hizo un doctorado en Antropología la Universidad Nacional de Colombia.
En el año 2021 obtuvo el premio Pioneros de la Antropología Colombiana en homenaje a Milcíades Chaves Chamorro y Miguel Fornaguera Pineda entregado por el Instituto Colombiano de Antropología e Historia. Ha trabajado como consultor para el Centro Nacional de Memoria Histórica y es coautor del informe “La masacre  del Tigre. Un silencio que encontró su voz”.
Durante el acto de posesión del congreso del 20 de julio de 2022 asistió a la posesión vistiendo tacones altos, como acto de reivindicación de la comunidad LGBTIQ+ lo que llamó la atención de la prensa.